# Federação de Futebol de Belize
A Federação de Futebol de Belize (em inglês: Football Federation of Belize - FFB) é a entidade responsável pela organização do futebol em Belize. Fundada em 1980, filiou-se à FIFA e à CONCACAF em 1986. Também é filiada à UNCAF. É responsável pela Seleção Belizenha de Futebol e pela organização do Campeonato Belizenho de Futebol.